# Cat on a Hot Tin Roof (película)
Cat on a Hot Tin Roof (Un gato sobre el tejado caliente, en Hispanoamérica; La gata sobre el tejado de zinc, en España) es una película dramática estadounidense de 1958 dirigida por Richard Brooks y basada en la obra teatral homónima de 1955 de Tennessee Williams, ganadora del premio Pulitzer. Está protagonizada por Elizabeth Taylor, Paul Newman y Burl Ives, y el reparto lo completan Judith Anderson, Jack Carson y Madeleine Sherwood. Ambientada en una plantación de algodón del sur de Estados Unidos, la película se centra en el matrimonio formado por Brick Pollitt (Newman), un exatleta alcohólico, y su mujer Maggie "la Gata" Taylor, hacia la cual Brick muestra completa apatía. La noticia de que el padre de Brick y patriarca de los Pollitt (Ives) padece un cáncer terminal hace que la tensión crezca entre los miembros de la familia y salgan a la luz secretos y mentiras.
La película recibió 3 nominaciones a los premios BAFTA y 6 a los premios Óscar, incluyendo a Mejor Película, aunque no ganó ninguno.Fue la tercera película con mayor recaudación de 1958.

## Argumento
Brick (Paul Newman) y Maggie (Elizabeth Taylor) forman un matrimonio que no pasa por sus mejores momentos: Brick se ha vuelto alcohólico y no quiere tener hijos con Maggie, aunque ésta lo desee. Luego, se trasladan a la gran mansión familiar para celebrar el cumpleaños del padre de Brick (Burl Ives), que está al borde de la muerte por una grave enfermedad. De todo esto se intentarán aprovechar otro de sus hijos, Gooper (Jack Carson), y la mujer de este: Mae (Madeleine Sherwood). El reencuentro de Brick con su padre provoca una serie de recuerdos y revelaciones tanto para el padre como para el hijo.

## Reparto
- Elizabeth Taylor: Maggie Pollitt
- Paul Newman: Brick Pollitt
- Burl Ives: Harvey Pollitt, el abuelo
- Judith Anderson: Ida  Pollitt, la abuela
- Jack Carson: Cooper Pollitt
- Madeleine Sherwood: Mae Flynn Pollitt

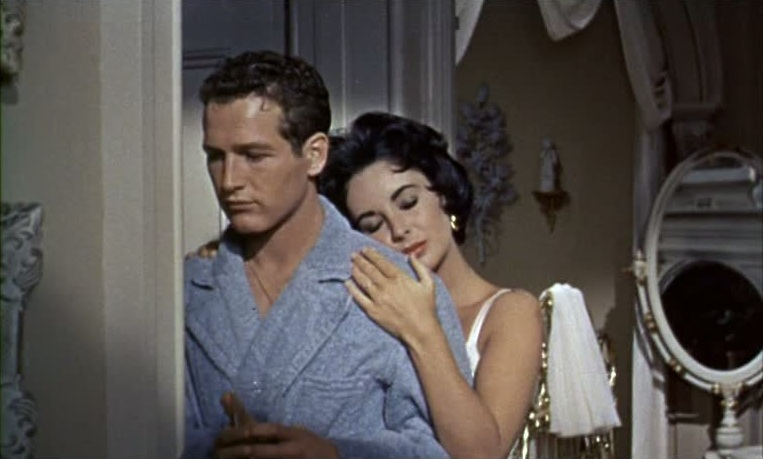
Paul Newman y Elizabeth Taylor en un fotograma del reclamo de la película.

- Larry Gates: Dr. Baugh
- Vaughn Taylor: Deacon Davis

## Comentarios
Ni siquiera la rígida censura de la época evitó que esta fuera una de las mejores adaptaciones de una obra de Tennessee Williams, así como uno de los grandes clásicos del cine. Temas como la familia, las relaciones paterno-filiales, el amor o la hipocresía desfilan entre la maestría de sus intérpretes y diálogos. Y un recital de Elizabeth Taylor, que recibió la noticia de la muerte en un accidente aéreo de quien era su esposo por entonces, el productor Mike Todd, hecho que la hizo entregarse aún más al personaje.

## Censura
Tanto la obra de teatro como su película homónima fueron censuradas en Argentina durante la dictadura militar autodenominada Revolución Libertadora. En España, la censura de la dictadura militar de Francisco Franco cambió el título de la obra original, eliminando el "caliente" (La traducción correcta era "La gata sobre el tejado de zinc caliente") en su traducción, al entender que podría tener connotaciones sexuales.

## Premios y nominaciones
| \| Premio \| Categoría \| Receptor \| Resultado \| \| --------------------------- \| ------------------------ \| --------------------------------------------------------- \| --------- \| \| Premios Óscar (1959) \| Mejor película \| Lawrence Weingarten \| Nominada \| \| Premios Óscar (1959) \| Mejor director \| Richard Brooks \| Nominada \| \| Premios Óscar (1959) \| Mejor fotografía - Color \| William Daniels \| Nominada \| \| Premios Óscar (1959) \| Mejor actriz \| Elizabeth Taylor \| Nominada \| \| Premios Óscar (1959) \| Mejor actor \| Paul Newman \| Nominada \| \| Premios Óscar (1959) \| Mejor guion adaptado \| Richard Brooks James Poe \| Nominada \| \| Premios BAFTA (1959) \| Mejor película \| Lawrence Weingarten (productor) Richard Brooks (Director) \| Nominada \| \| Premios BAFTA (1959) \| Mejor actor \| Paul Newman \| Nominada \| \| Premios BAFTA (1959) \| Mejor actriz \| Elizabeth Taylor \| Nominada \| \| Premios Globo de Oro (1959) \| Mejor película dramática \| Lawrence Weingarten Richard Brooks \| Nominada \| \| Premios Globo de Oro (1959) \| Mejor director \| Richard Brooks \| Nominada \| |                          |                                                           |           |
| Premio | Categoría                | Receptor                                                  | Resultado |
| Premios Óscar (1959) | Mejor película           | Lawrence Weingarten                                       | Nominada  |
| Premios Óscar (1959) | Mejor director           | Richard Brooks                                            | Nominada  |
| Premios Óscar (1959) | Mejor fotografía - Color | William Daniels                                           | Nominada  |
| Premios Óscar (1959) | Mejor actriz             | Elizabeth Taylor                                          | Nominada  |
| Premios Óscar (1959) | Mejor actor              | Paul Newman                                               | Nominada  |
| Premios Óscar (1959) | Mejor guion adaptado     | Richard Brooks James Poe                                  | Nominada  |
| Premios BAFTA (1959) | Mejor película           | Lawrence Weingarten (productor) Richard Brooks (Director) | Nominada  |
| Premios BAFTA (1959) | Mejor actor              | Paul Newman                                               | Nominada  |
| Premios BAFTA (1959) | Mejor actriz             | Elizabeth Taylor                                          | Nominada  |
| Premios Globo de Oro (1959) | Mejor película dramática | Lawrence Weingarten Richard Brooks                        | Nominada  |
| Premios Globo de Oro (1959) | Mejor director           | Richard Brooks                                            | Nominada  |